# 青岛铁路枢纽
青岛铁路枢纽，是中国华东地区的主要铁路枢纽之一。位于山东半岛东部，青岛市域范围内。是中国“八纵八横”铁路网，“八纵”之东部沿海铁路通道和“八横”之煤运中南通道（青岛至太原）的交汇点。也是中国“四纵四横”高速铁路网“四横”之青岛至太原客运专线的起点暨出海口。是连接青岛市及胶东半岛地区与内陆的重要门户，是胶济线、青荣城际线、青盐线等多条客货运干线铁路的起点。

## 枢纽范围
青岛铁路枢纽北起青荣城际线即墨北站和蓝烟线蓝村站，西抵胶济线与胶济客运专线交汇点高密站，西南至胶新线胶西站，南达青盐线董家口站。枢纽将中国沿海重要中心城市青岛市与内陆及其他沿海地区铁路网相连，承载了山东半岛地区向全国各地的转运功能；枢纽内多条疏港铁路，承担着青岛港所有港区的疏港功能。随着中国北方沿海高速铁路的完善，青岛铁路枢纽还将成为连接环渤海京津地区与长三角地区的重要枢纽。

## 涉及铁路

青岛市市域铁路示意图
图中单双线、高普速线、客货线不做区分，部分为在建及待建线。

青岛铁路枢纽内第一条铁路是胶济线，始建于1899年9月23日，1904年6月1日建成通车。此后，蓝烟线、胶黄线、胶新线先后建成，铁路枢纽逐渐成形。2007年1月8日，胶济客运专线开工，并于2008年12月21日建成通车。标志着青岛铁路枢纽接入中国高速铁路网。
截至2018年底，青岛铁路枢纽共汇合铁路线10条：济青高速线、胶济客专线、青荣城际线、青盐线、胶济线、蓝烟线、胶新线、海青线、胶黄线、董家口线、潍莱高速线，远期规划有青岛经东营至天津的铁路和鳌山湾疏港铁路等。

### 高速（客专、城际）
- 胶济客专线（胶济四线）：东起青岛市，西至济南市，设计时速为250 km，双线电气化。正线全长约362.5 km，共设车站13座。始建于2007年1月8日，2008年12月21日建成通车。[1]。
- 青荣城际线：东起青岛市，西至荣成市，设计时速为250 km，双线电气化。正线全长约299.0 km，共设车站14座。始建于2010年3月17日，2014年12月28日实现部分通车，2016年11月16日全线开通。
- 济青高速线（胶济六线）：东起青岛市，西至济南市，设计时速为350 km，双线电气化。正线全长约307.9 km，共设车站11座。始建于2015年年底，2018年12月26日全线开通。
- 潍莱高速线（枢纽外）：西起潍坊市，东至莱西市，设计时速为350 km，双线电气化。正线全长约122.6 km，共设车站4座。2018年2月6日开工，2020年11月26日开通运营。

### 国铁Ⅰ级干线
- 胶济线：东起青岛市，西至济南市，设计时速为160 km，双线电气化。正线全长约384.2 km，共设车站36座。始建于1899年9月23日，1904年6月1日建成通车，1996年11月完成复线改造，2005年6月完成电气化改造。
- 蓝烟线：南起青岛市即墨区蓝村镇，北至烟台市，设计时速为120 km，双线电气化。正线全长183.9 km，共设车站12座。始建于1952年8月，1956年1月1日建成通车，2001年完成复线改造，2010年8月4日完成电气化改造。
- 胶新线：北起胶州市，南至新沂市，设计时速为120 km，单线电气化。正线全长约303.3 km，共设车站30座。始建于2001年12月10日，2003年12月20日建成通车，2015年12月16日完成电气化改造。
- 青盐线：北起青岛市，南至盐城市，设计时速为200 km，双线电气化。正线全长约428.7 km，共设车站19座。始建于2015年1月8日，2018年12月26日全线开通。

### 国铁Ⅰ级支线
- 胶黄线：北起胶州市，南至青岛市黄岛区前湾保税港区，设计时速为120 km，双线电气化。正线全长约38.2 km，共设车站4座。始建于1991年12月，1995年12月建成通车,2007年8月29日完成复线电气化改造。
- 海青线（枢纽外）：北起昌邑市（海天站），南至高密市（青岛枢纽界芝兰庄站），设计时速为160 km，单线电气化。正线全长约91.7 km，共设车站5座。始建于2010年3月17日，2013年12月31日建成通车。
- 董家口线：连接青盐线董家口站与青岛港董家口港区的疏港铁路支线。

### 规划
- 青岛－东营－天津铁路
- 瓦日线至董家口港区联络线（枢纽外）
- 鳌山湾港区疏港铁路（枢纽外）

## 车站
青岛铁路枢纽范围内的铁路车站现有19座，其中青岛站、四方站、沙岭庄站、青岛北站、红岛站、青岛机场站归青岛站管理，其余车站分别归属青岛车务段和烟台车务段管理。

### 客运

青岛铁路客运辐射范围（2016年）
可通过普通列车直达的城市
可通过动车组列车直达的城市
暂不能通过列车直达的主要城市
注：青岛与大连、宁波、海口、贵阳、昆明、拉萨、乌鲁木齐等主要城市间尚未开通直达旅客列车。

开办客运业务的车站（含在建）枢纽内有11座，枢纽外市域内有5座。

#### 枢纽内

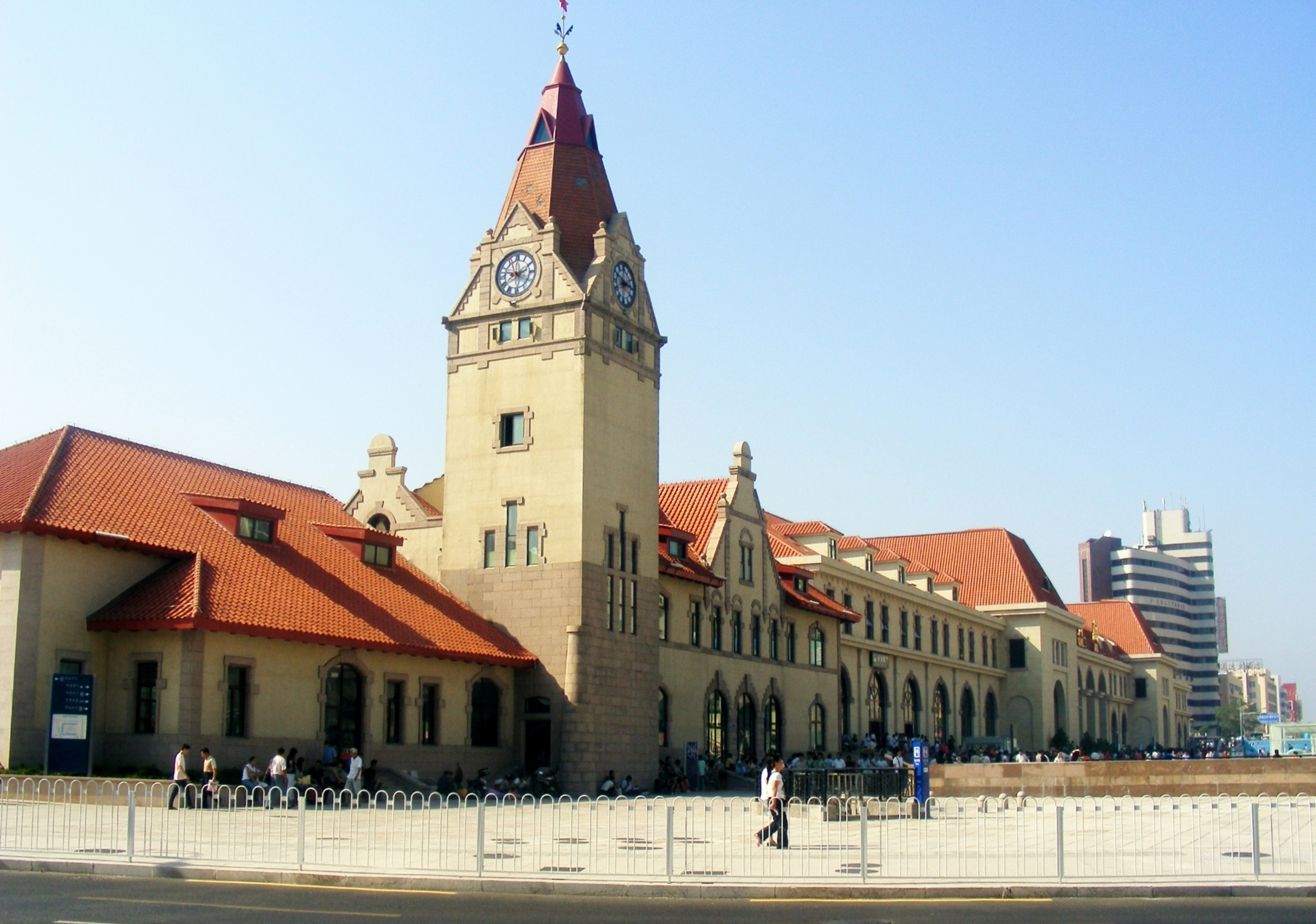
青岛站的标志：钟楼

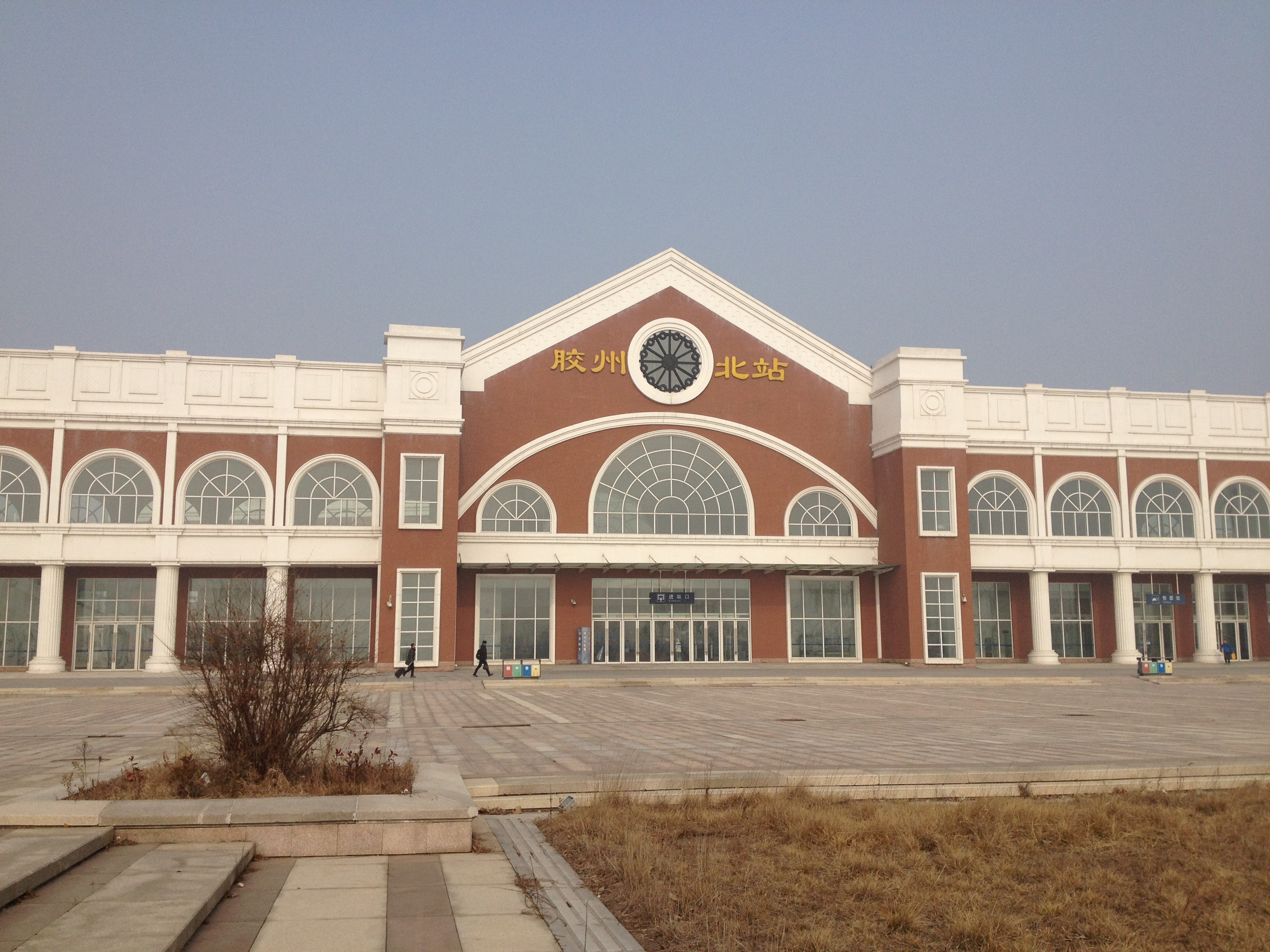
胶州北站站房

- 青岛站（胶济）：位于青岛市市南区西部青岛湾畔。是胶济线的起点，国家铁路网特等客运站。车站始建于1900年1月，1901年秋建成。2006年11月20日，车站进行施工改造，2008年8月1日完工投入使用[2]。站内共有6座站台，10条股道。车站地下与青岛地铁3号线以及1号线实现换乘。
- 青岛北站（胶济、胶济四线、青荣、青盐）：位于青岛市李沧区西部李村河口北侧。是胶济客专线、青盐线和青荣城际线的起点，胶济线东端的主要客运站，是国家铁路网一级枢纽站。车站始建于2010年3月17日，2014年1月10日建成投入使用。站内共有8座站台，18条股道。车站地下与青岛地铁3号线以及1号线和8号线实现换乘[3]。
- 城阳站（胶济、胶济四线、青荣）：位于青岛市城阳区城阳街道西部墨水河南岸。
- 红岛站（胶济六线、青盐）位于青岛市城阳区河套街道东部，胶州湾北岸。
- 青岛西站（青盐）：位于青岛市黄岛区胶南街道与铁山街道交界处。
- 即墨北站（青荣）：位于青岛市即墨区通济街道北部。
- 蓝村站（胶济、蓝烟）：位于青岛市即墨区蓝村镇。车站建于1901年，是蓝烟线的起点，也是其与胶济线的交汇点，为客货一等站。[4] 。
- 胶州站（胶济、胶新）：位于青岛市胶州市中云街道东北部。车站建于1901年，是胶新线的起点，也是其与胶济线的交汇点，为客货二等站。车站地下与青岛地铁8号线支线实现换乘。
- 胶州北站（胶济四线、胶济六线）：位于青岛市胶州市胶东街道与胶莱镇交界处。[5]。车站始建于2009年6月2日，2011年1月11日建成投入运营。站内共设侧式站台2座，发线4条。车站地下与青岛地铁8号线实现换乘。
- 青岛机场站（济青高铁）：位于青岛市胶州市胶东街道。车站位于胶东机场地下，可与青岛地铁8号线实现换乘。
- 洋河口站（青盐）：位于青岛市胶州市九龙街道。
- 董家口站（青盐）：位于青岛市黄岛区泊里镇。

#### 枢纽外
- 莱西站（蓝烟）：位于青岛市莱西市望城街道。
- 莱西北站（青荣）：位于青岛市莱西市望城街道。
- 夏格庄站（青荣）：位于青岛市莱西市夏格庄镇。
- 平度站（海青）：位于青岛市平度市李园街道。
- 平度北站（潍莱）：位于青岛市平度市东阁街道。

### 非客运
枢纽内有编组站2座，青岛站、娄山站、城阳站、胶州站、黄岛站、莱西站（枢纽外）目前开办货运业务，四方、沙岭庄、即墨仅办理专用线、专用铁路货运业务，其他为一般通过性中间站。

#### 编组站
- 蓝村西站（胶济）：位于青岛市胶州市李哥庄镇。
- 黄岛站（胶黄）：位于青岛市黄岛区黄岛街道与辛安街道交界处。

#### 胶济线
四方站、沙岭庄站、娄山站、即墨站、芝兰庄站

#### 胶新线
胶西站

#### 胶黄线
营海站、红石崖站

### 废弃（封闭）
大港站、沧口站、女姑口站、韩洼站、李哥庄站、台上站

## 备注
1. ↑  此处的主要城市指中国内地的直辖市、计划单列市、省会和自治区首府